# Philodicus albispina
Philodicus albispina là một loài ruồi trong họ Asilidae. Philodicus albispina được Thomson miêu tả năm 1869. Loài này phân bố ở miền Ấn Độ - Mã Lai.